# Mick Hill (lancer du javelot)
Pour les articles homonymes, voir Mick Hill et Hill.
Michael « Mick » Christopher Hill (né le 22 octobre 1964 à Leeds) est un athlète britannique spécialiste du lancer de javelot.

## Carrière

### Palmarès
| Date | Compétition               | Lieu      | Résultat | Performance |
| ---- | ------------------------- | --------- | -------- | ----------- |
| 1986 | Jeux du Commonwealth      | Édimbourg | 2e       | 78,56 m     |
| 1987 | Championnats du monde     | Rome      | 7e       | 79,66 m     |
| 1988 | Jeux olympiques d'été     | Séoul     | 20e      | 77,20 m     |
| 1990 | Championnats d'Europe     | Split     | 4e       | 82,38 m     |
| 1991 | Championnats du monde     | Tokyo     | 5e       | 84,12 m     |
| 1992 | Jeux olympiques d'été     | Barcelone | 11e      | 75,50 m     |
| 1993 | Championnats du monde     | Stuttgart | 3e       | 82,96 m     |
| 1994 | Championnats d'Europe     | Helsinki  | 6e       | 80,66 m     |
| 1995 | Championnats du monde     | Göteborg  | 6e       | 81,06 m     |
| 1997 | Championnats du monde     | Athènes   | 4e       | 86,54 m     |
| 1997 | Finale du Grand Prix IAAF | Fukuoka   | 5e       | 82,28 m     |
| 1998 | Championnats d'Europe     | Budapest  | 2e       | 86,92 m     |
| 1999 | Championnats du monde     | Séville   | 14e      | 80,75 m     |
| 2001 | Championnats du monde     | Edmonton  | 12e      | 77,81 m     |
| 2002 | Championnats d'Europe     | Munich    | 10e      | 76,12 m     |

### Records
| Épreuve           | Performance | Lieu    | Date         |
| ----------------- | ----------- | ------- | ------------ |
| Lancer de javelot | 86,94 m     | Londres | 13 juin 1993 |